# Phlegmariurus cancellatus
Phlegmariurus cancellatus là một loài thực vật có mạch trong Họ Thạch tùng. Loài này được (Spring) Ching miêu tả khoa học đầu tiên năm 1983.